# Antália (província)

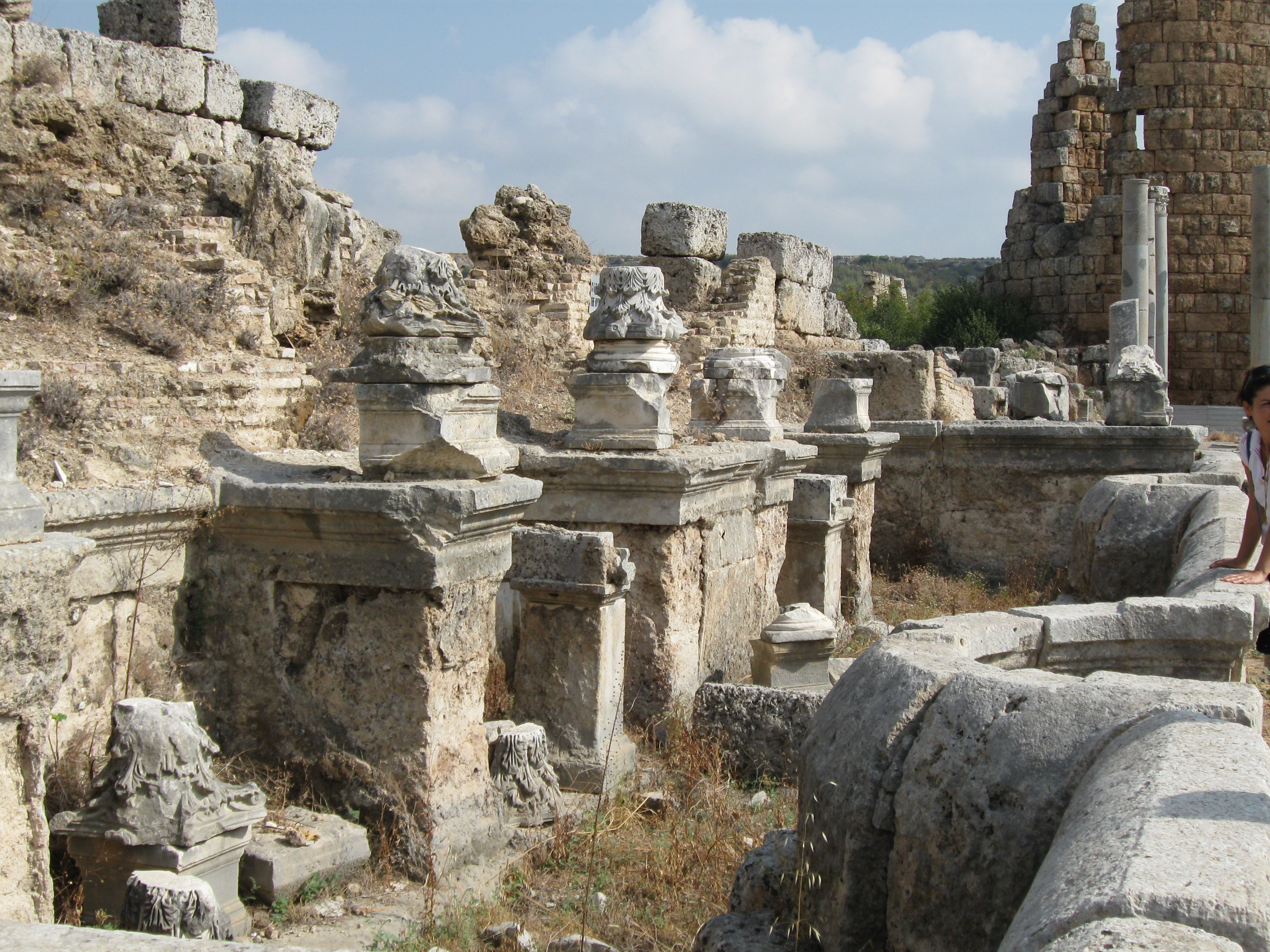
Fonte monumental em Perge, a antiga capital da Panfília

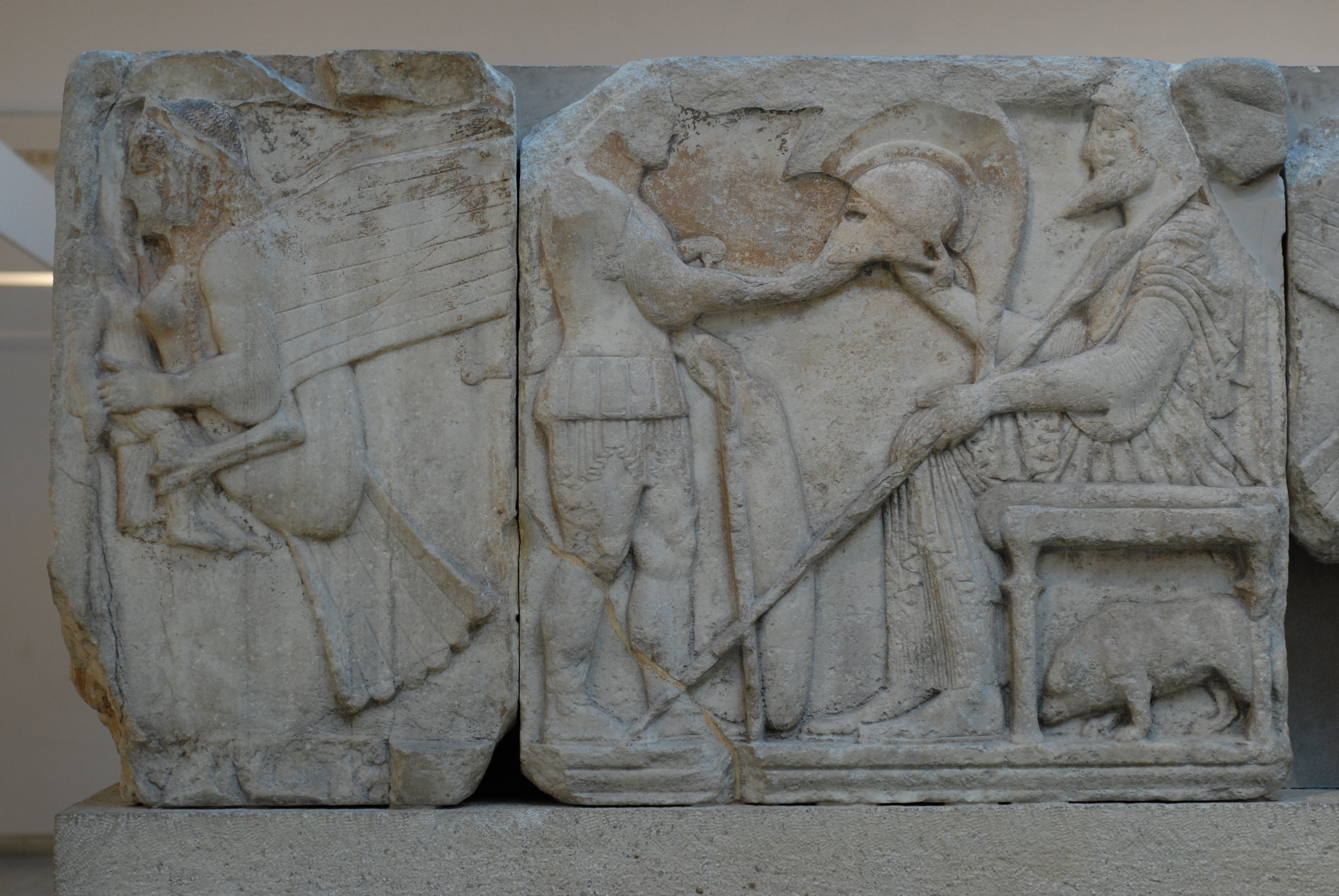
Detalhe do, encontrado em Xanto e atualmente no Museu Britânico

Antália (em turco: Antalya) é uma província e área metropolitana do sul da Turquia, com capital na cidade homónima, situada na região do Mediterrâneo. Tem 20 177 km² de área e em dezembro de 2021 tinha 2 619 832 habitantes (densidade: 129,8 hab./km²). O nome da província provêm de Átalo II, rei de Pérgamo, que fundou a cidade de Antália no século II a.C.
A província é o centro da indústria turística da Turquia, quem em 2010 atráia 30% dos turistas que visitavam o país. A sua costa tem 657 km, com praias, portos e cidades antigas espalhadas um pouco por todo o lado, sendo uma delas, Xanto, classificada como Património Mundial. A área oriental da província corresponde à antiga Panfília a a região ocidental à antiga Lícia.
Na década de 1990 era a província com a taxa de crescimento populacional mais elevada da Turquia, tendo crescido 4,17% entre 1990 e 2000, quando a média nacional foi de 1,83%. Este crescimento deveu-se principalmente ao crescimento da urbanização, em grande parte impulsionado pelo turismo e outros setores de serviços instalados na costa.

## História
A região é habitada desde a Pré-história. Foram descobertos vestígios de ocupação humana do Paleolítico nas grutas de Karain que datam de há 150 ou 200 mil anos, 30 km a norte de Antália. Entre outros achados importantes destacam-se os das grutas de Beldibi, do Mesolítico e os de Bademağacı Höyüğü, do Neolítico, além de outros de períodos mais recentes, que provam que a região foi habitada por diversas civilizações ao longo do tempo.

### Antiguidade
Há longos períodos sobre os quais se sabe muito pouco. Os registos hititas referem-se à região como as "Terras de Luca", nome que deu origem a Lícia, e documentam fortes interações entre províncias no 2.º milénio a.C. Como os seus descendentes, os lucanos ou lícios, os povos desse tempo eram conhecidos pelos seus conhecimentos navais e demonstravam um aguerrido espírito independentista. Nem hititas nem o reino de Arzaua estiveram em paz com esses povos durante muito tempo. Lendas da Grécia Antiga conta, como essas comunidades cresceram e formaram cidades independentes que formaram uma federação, constituindo o que veio a chamar-se de Panfília. Há também histórias da migração de uma tribo de aqueus para a região depois da Guerra de Troia e da fundação de povoados gregos ao longo da costa e no interior.
Durante o período helenístico (323–147 a.C.), a parte ocidental do que é hoje a província de Antália pertencia à Lícia, a maior parte do oriente à Panfília, o extremo oriental à Cilícia e parte do norte à Pisídia.
Antes da conquista romana, a Liga Lícia teve a primeira constituição democrática do mundo, que em parte serviu de inspiração à Constituição dos Estados Unidos. Antália fez parte do Reino da Lídia entre o século VII a.C. até à derrota dos lídios pelos persas na batalha de Sárdis, em 547 ou 547 a.C. O domínio persa terminaria com a derrota dos persas por Alexandre, o Grande. Cerca de 334 a.C. Alexandre tinha conquistado todas as cidades da região exceto Termesso e Silião, as quais conseguiram bater os exércitos macedónios em 333 a.C. Depois da morte de Alexandre, irrompeu uma longa guerra entres os seus generais, a qual duraria até 188 a.C., quando a região passou para o controle do Império Selêucida
O reinado de Pérgamo iniciou-se com a derrota do exército selêucida em Apameia, tendo Antália sido fundada pouco depois pelo rei de Pérgamo Átalo II. Quando Átalo III, o último rei de Pérgamo, morreu, em 133 a.C., deixou em testamento o seu reino aos romanos. Nessa época, a região estava sob o domínio de piratas que tinham as suas bases em pequenas cidades ao longo da costa, situação que perdurou até 102 a.C., quando a região foi organizada de diversas maneiras durante o domínio romano e bizantino.

### Idade Média
Durante os séculos V e VI a cidade de Antália cresceu para fora das muralhas. A partir do século VII os árabes começaram a ser dominantes na região. Antália teria um papel importante três séculos depois, aquando das Cruzadas. O exército de Luís VII de França zarpou de Antália para a Síria em 1148 e Ricardo I de Inglaterra concentrou as suas tropas aqui antes da conquista de Chipre. No final do século XII e início do século XII, a maior parte da região caiu sob o domínio de tribos turcas, especialmente dos danismêndidas, mas Antália foi retomada pelos bizantinos em 1120, que só a perderiam em 1207.
Os seljúcidas chegaram tomaram Antália pela primeira vez em 1076. Quilije Arslã I, o sultão de Rum entre 1092 e 1107, chegou a ter um palácio na cidade, mas o domínio seljúcida só se estabilizaria a partir de 1220, tendo a cidade sido dividida em setores muçulmanos e cristãos , entre os quais se encontravam as comunidades mercantis de genoveses e venezianos. No mesmo período, Alânia prosperou.

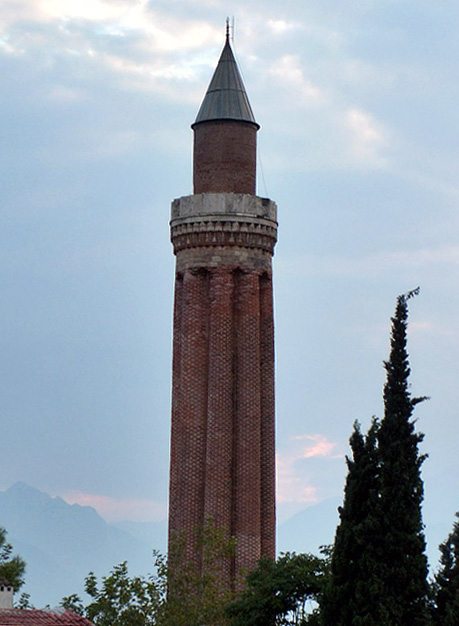
Minarete da mesquita seljúcida Yivli Minare, em Antália

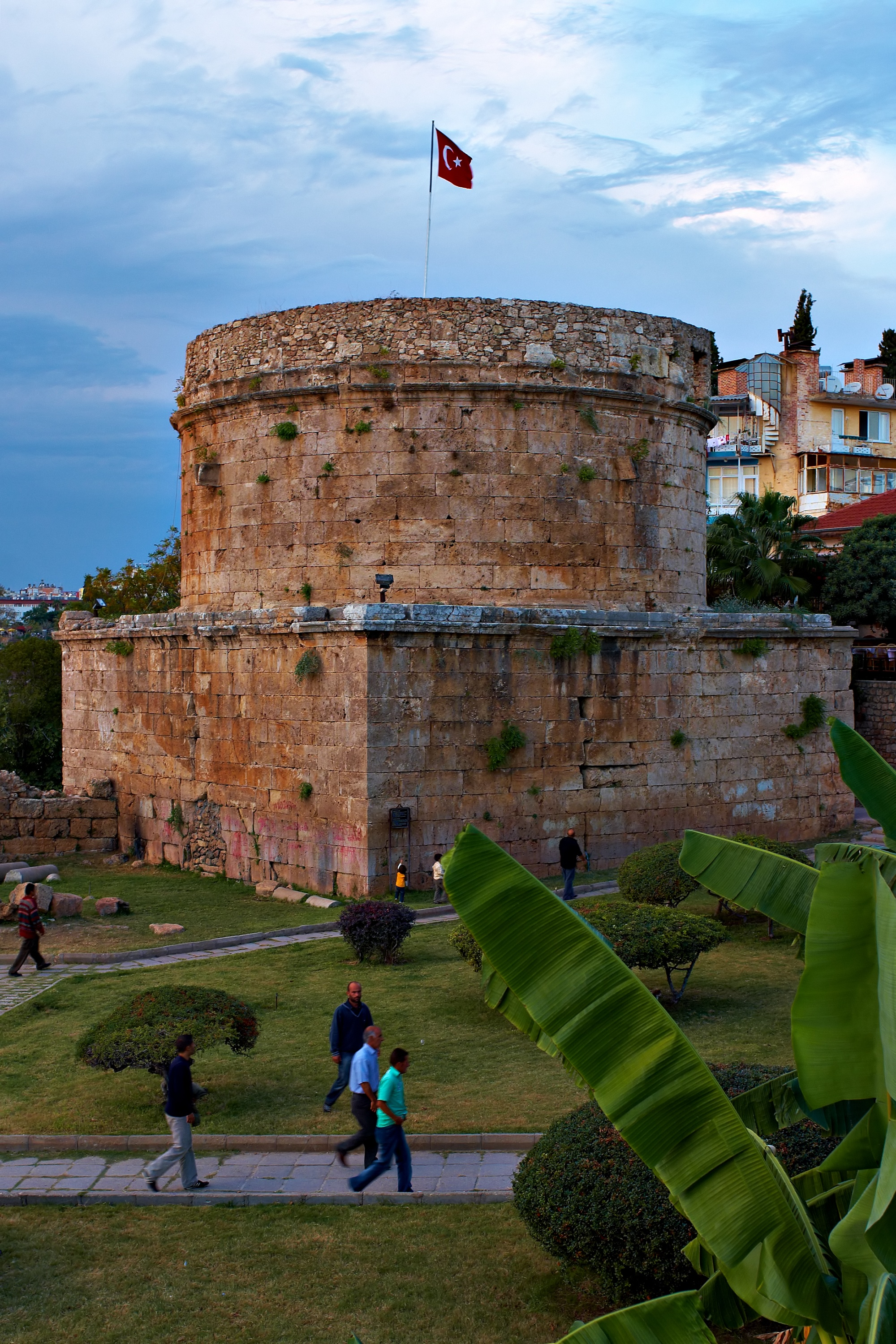
A torre Hıdırlık (Hıdırlık Kulesi), em Antália, uma construção possivelmente helénica restaurada no século II e posteriormente pelos seljúcidas e otomanos

### Império Otomano e República Turca
Após o declínio do Sultanato de Rum, a área mudou de mãos várias vezes, chegando a fazer parte do reino cruzado de Chipre entre 1361 e 1373, até que foi definitivamente integrada no Império Otomano em 1432 por Murade II. O domínio otomano manteve-se estável na região até ao final da Primeira Guerra Mundial, quando foi ocupada brevemente pela Itália antes de ser integrada na República da Turquia em 1921.

## Geografia
| Províncias adjacentes à de Antália |                                           |                              |
| Burdur                             | Burdur, Esparta (Isparta) e Cónia (Konya) | Cónia                        |
| Mula (Muğla)                       |                                           | Caramânia (Karaman) e Mersim |
| Mar Mediterrâneo                   |                                           |                              |

A província encontra-se na parte sul-sudoeste da Anatólia, entre as longitudes 29º20' e 32º35' E e as latitudes 36º07' e 37º29' N. Cobre uma área de 20 177 km², 2,6% do total da Turquia. O limite sul é o mar Mediterrâneo enquanto que os montes Tauro constituem a fronteira natural a norte. 77,8% da região é montanhosa e 10,2% planície, sendo os restantes 12% ocupados por terrenos com relevo variado. Muitos dos cumes dos montes Tauro têm mais de 500 metros de altitude, alguns ultrapassando os 3 000 m. Na península de Teke, a sudoeste, correspondente à zona histórica da Lícia, encontram-se diversos planaltos amplas e grandes bacias hidrográficas. O clima, agricultura, demografia e tipos de habitações apresentam grandes diferenças entre o interior montanhoso e as planícies costeiras.

### Distritos
Os distritos da cidade de Antália estão assinalados com ♦. Os distritos do interior são todos em regiões altas e montanhosas dos Montes Tauro, com altitudes médias próximas dos 1 000 m.
- Aksu ♦
- Alânia
- Akseki
- Demre
- Döşemealtı ♦
- Elmalı
- Finike
- Gazipaşa
- Gündoğmuş
- İbradı
- Kaş
- Kemer
- Kepez ♦
- Konyaaltı ♦
- Korkuteli
- Kumluca
- Manavgat
- Muratpaşa ♦
- Serik

## Locais de interesse e atividades
O ponto mais alto da província é o Akdağ (montanha branca), com 3 025 m de altitude. A cerca de 50 km, a oeste de Antália encontra-se a estância de esqui de Saklıkent, no maciço deBey Dağları, normalmente em funcionamento entre novembro e maio. A estância conta com três meios mecânicos, 9 pistas a altitudes entre os 1 850 e os 24 547 metros e alojamentos turísticos. A proximidade da costa permite que no mesmo dia se pratique esqui e se dê um mergulho no Mediterrâneo.

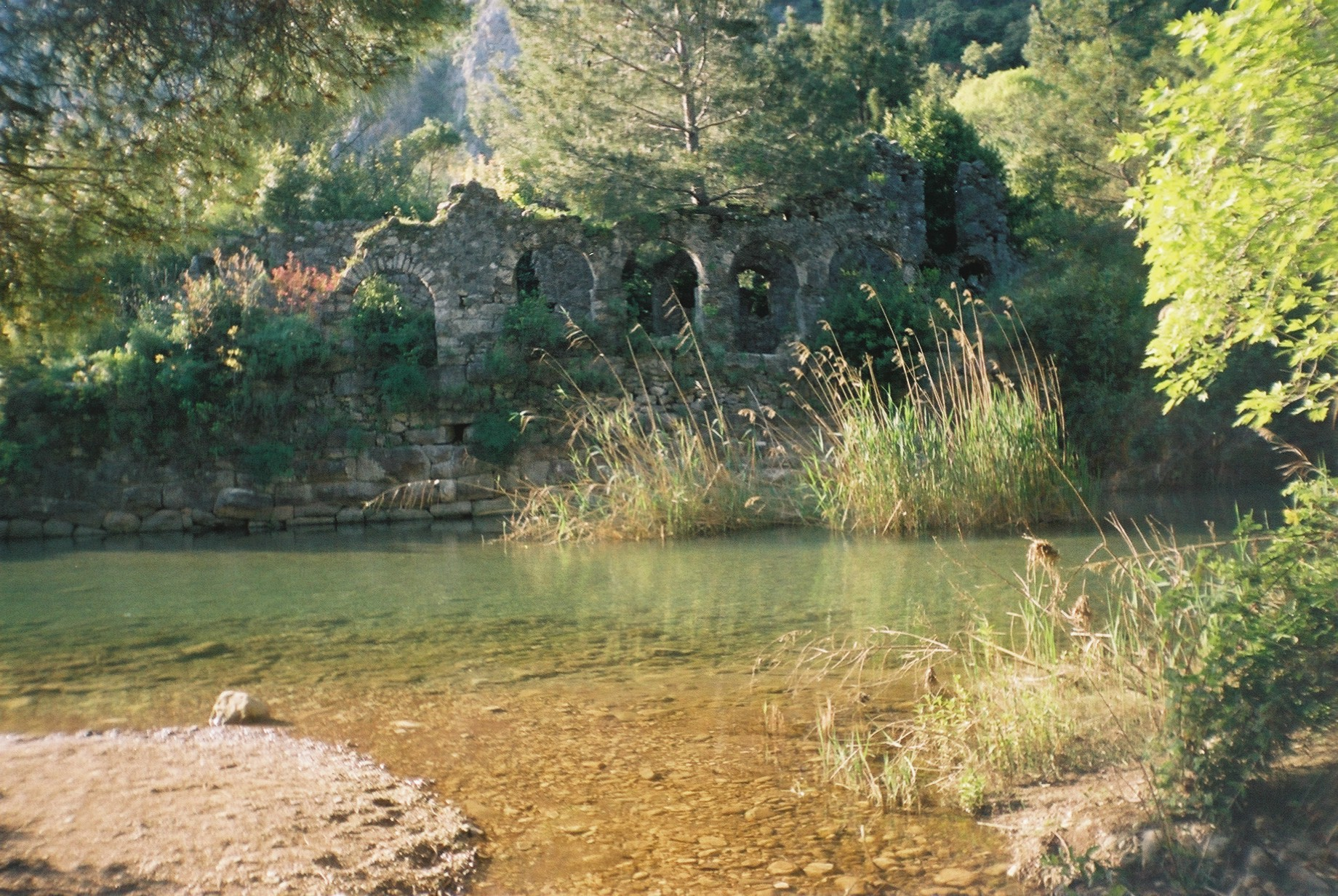
Banhos romanos da antiga cidade de Olimpo, no parque nacional do mesmo nome

Por detrás de Saklıkent, no monte Bakırlı, encontra-se o Observatório Espacial Nacional de Antália. Em alguns dias do ano é possível observarem-se chuva de meteoros na zona.
Em diversos rios dos montes Tauros pratica-se rafting e canoagem. As montanhas são também utilizadas para passeios de todo-o-terreno, caça e pesca turísticas,  caminhadas, montanhismo, observação de aves e outras atividades de ar livre. O turismo de saúde e termal também é explorado, nomeadamente nos centros de talassoterapia e diálise de Geyikbayırı (no distrito de Konyaaltı). O turismo religioso ocorre sobretudo em Mira e Patara, onde São Nicolau (de Mira) nasceu e viveu. Uma das localizações mais prováveis da chama eterna do monte Quimera, que inspirou o mito grego da Quimera é Yanartaş, um local no Parque Nacional de Olympos, 75 km a sudoeste de Antália, onde há fogos eternos alimentados por emissões naturais de metano e hidrogénio.
A zona de Belek, 30 km a leste de Antália, tem pelo menos cinco campos de golfe. Ao longo da costa há diversos centros de mergulho, principalmente nas zonas de Kemer, Çamyuva, Olimpo, Adrasan, Kaş, Kalkan, Üçağız, Kekova, Side e Alânia. Há muita oferta de passeios de iate; alguns dos mais populares são os que fazem os percursos Antália-Cascata de Düden-Karpuzkaldıran-Kemer, Side-Alânia, Demre-Çayağzı-Kekova, Kaş-Kekova, Kemer-Çıralı-Olympos-Adrasan-CaboGelidonya. Há ainda passeios de barco no rio Manavgat e passeios de canoa no rio Xanthos. O Cruzeiro Azul (em turco:  Mavi Yolculuk), que percorre toda a costa sudoeste da Anatólia, desde Didim, Kuşadası ou Bodrum até Antália, termina nesta cidade. Outras viagens marítimos possíveis são Alânia-Chipre e Antália-Itália.

### Cidades antigas

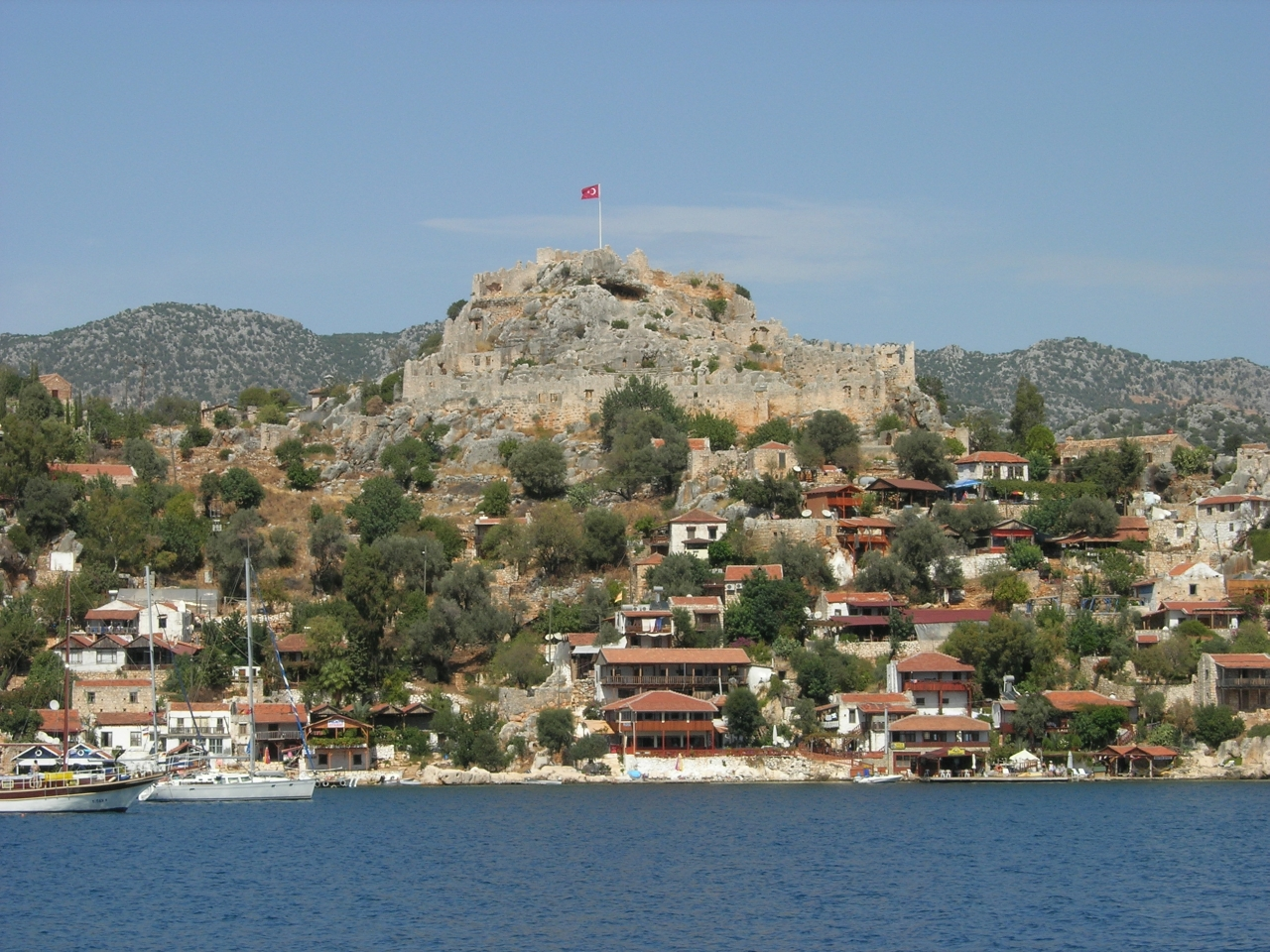
A aldeia de Kaleköy (antiga Simena), no sudoeste da província

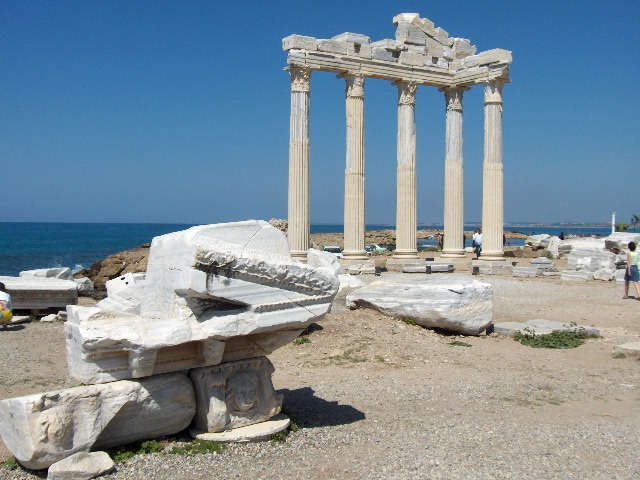
Templo de Apolo, em Side

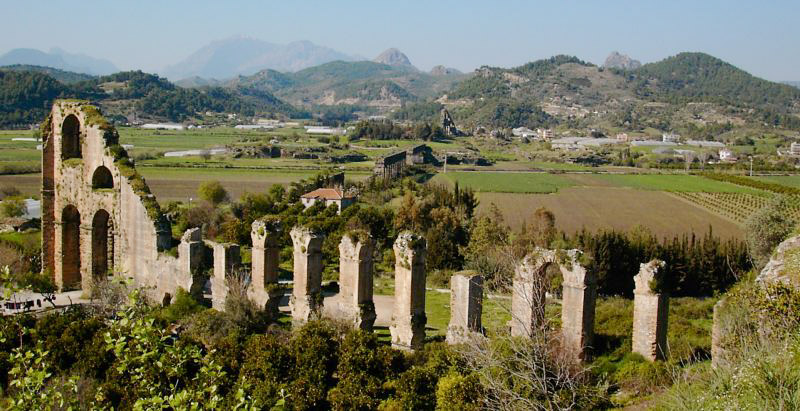
O aqueduto de Aspendo

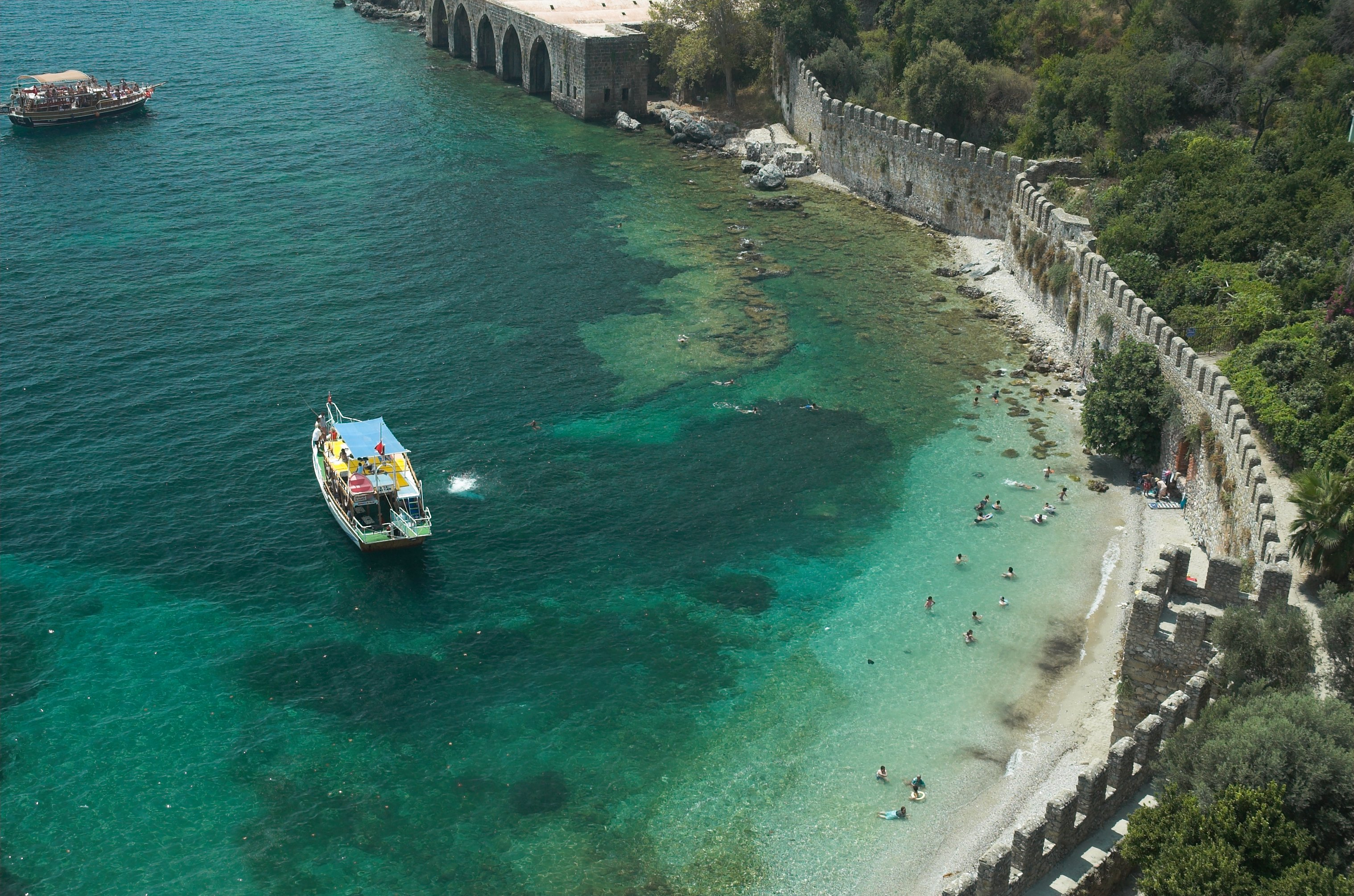
Vista do mar junto às muralhas de Alânia

A região tem inúmeros locais históricos com interesse arqueológico e turístico. Entre eles encontram-se:
- Ariassos — cidade da Pisídia situada nos Montes Tauros, a 1 050 m de altitude; fica a 22 km da estrada Antália-Burdur.
- No distrito de Kumluca — Acaliasos, Cormus, Gagae, Idebessos e a cidade lícia de Olimpo
- No distrito de Demre — Andriake, Antiphellos, Apallai, Mira, Phellos, Sure e a igreja de São Nicolau.
- No distrito de Üçağız — Apollonia, Hysa, Ilysa, Istloda, Teimiusa
- No distrito de Finike — Arycanda, Limyra, Melanippe, Trebema e diversos necrópoles lícias
- No distrito de Kemer (área sudoeste de Antália) — Idyros e Fasélis
- No distrito de Serik — Aspendo e Sillion
- Em Sida — a própria cidade antiga, Selêucia e o templo de Atena.
- As grutas de Beldibi, Damlataş e Karain
- Na cidade de Antália — Porta de Adriano, as fortificações romanas, a torre do relógio, Perge, a antiga capital da Panfília, a poucos km a nordeste do aeroporto, e Termesso,  nas montanhas 35 km a noroeste do centro.
- No distrito de Elmalı — Seyamük e Karaburun
- No distrito de Kaş — Kyneai, Simena (atual Kaleköy), Tlos e Xanthos, esta última Património Mundial.
- No distrito de Korkuteli — Poğla
- Entre Alânia e Gazipaşa — Jotapa

### Parques nacionais
- Garganta de Köprülü
- Olympos
- Termesso

### Outros locais
- Cataratas de Manavgat
- Cataratas de Kursunlu
- Cataratas de Düden
- Barragem de Oymapinar
- Garganta de Saklıkent
- Pinhal de Düzler
- Estância de ski de Saklıkent
- Yanartaş, local provável do monte Quimera